# En dag dog Hannah, alla andra dagar levde hon
En dag dog Hannah, alla andra dagar levde hon är en bok av Patrick Ekwall från 2022. Den handlar om hans hustru Hannah (1982–2021), som dog i bröstcancer, 39 år gammal.
Boken handlar om Ekwalls hustru Hannahs kamp mot bröstcancern och i synnerhet hennes sista vecka i livet. Ekwall skriver om sorgen, saknaden och alla minnen och hur han försöker förklara för dottern att hennes mamma inte längre finns. Ekwall berättar om dagarna då allt bara är sorg, gråt och tårar, men även om att kunna se framåt.

## Utgåva
- Ekwall, Patrick (2022). En dag dog Hannah, alla andra dagar levde hon. Malmö: Bokfabriken. Libris csptqslh9821qmc8. ISBN 978-91-80312-02-8